# Evelyn Claire
Evelyn Claire (Washington, Estados Unidos; 11 de abril de 1996) es una actriz pornográfica, modelo erótica y camgirl estadounidense.

## Biografía
No se conocen muchos datos biográficos sobre Evelyn, más allá de que naciera en Washington y que tiene ascendencia irlandesa. Comenzó trabajando dos años como camgirl, llegando a ir a los Premios AVN de 2017 en representación del conocido sitio web Chaturbate. Tiempo más tarde, ese mismo año, fue puesta en contacto a través de la red social Twitter con el director, productor y fotógrafo Greg Lansky, quien le ofreció su primera oportunidad para comenzar una carrera pornográfica, debutando como actriz a los 21 años rodando sus primeras escenas para Vixen y Blacked.
Bajo el sello Blacked, en 2018 rodó su primera escena de sexo interracial en My First Interracial 11.
Como actriz, ha trabajado para otros estudios como Jules Jordan Video, Burning Angel, Wicked, Dogfart, Swallowed, 3rd Degree, TrenchcoatX, Zero Tolerance, Evil Angel, Pure Taboo, Brazzers, Blacked, Vixen o Deeper, entre otros.
Recibió sus primeras nominaciones en el circuito de los premios de la industria en 2019. En los Premios AVN de ese año fue nominada en tres categorías; dos por la película Female of the Species, a Mejor actuación solo / tease y Mejor escena de sexo chico/chica, junto a Manuel Ferrara, y a la Mejor escena de sexo lésbico por Trashy Love Story junto a Holly Hendrix. También fue nominada en los Premios XBIZ a la Mejor escena de sexo en película lésbica, junto a Kenna James, por Classic Porno.
Hasta la actualidad ha rodado más de 250 películas como actriz.

## Premios y nominaciones
| Año  | Ceremonia    | Resultado | Premio                                        | Trabajo                |
| ---- | ------------ | --------- | --------------------------------------------- | ---------------------- |
| 2019 | Premios AVN  | Nominada  | Mejor actuación solo / tease                  | Female of the Species  |
| 2019 | Premios AVN  | Nominada  | Mejor escena de sexo chico/chica              | Female of the Species  |
| 2019 | Premios AVN  | Nominada  | Mejor escena de sexo lésbico                  | Trashy Love Story      |
| 2019 | Premios XBIZ | Nominada  | Mejor escena de sexo en película lésbica      | Classic Porno          |
| 2020 | Premios AVN  | Nominada  | Mejor actriz en mediometraje                  | Dibs on Mom            |
| 2020 | Premios AVN  | Nominada  | Mejor escena de sexo lésbico en grupo         | Pussy Pot Luck         |
| 2021 | Premios AVN  | Nominada  | Mejor actriz en mediometraje                  | Romantic Charades      |
| 2021 | Premios AVN  | Nominada  | Mejor escena de sexo lésbico                  | Romantic Charades      |
| 2022 | Premios AVN  | Nominada  | Mejor escena de sexo lésbico                  | The Lesbian Study      |
| 2022 | Premios AVN  | Nominada  | Mejor escena de sexo lésbico en grupo         | 2 for 1 Special        |
| 2022 | Premios XBIZ | Nominada  | Mejor escena de sexo en película lésbica      | Just Let Me Help You!! |
| 2022 | Premios XBIZ | Nominada  | Mejor escena de sexo en realidad virtual      | Bunny Battle Royale    |
| 2023 | Premios AVN  | Nominada  | Aparición mainstream del año                  | —                      |
| 2023 | Premios XBIZ | Nominada  | Mejor escena de sexo en película de todo sexo | Pretty Little Things   |